# Xanthopimpla nana
Xanthopimpla nana là một loài tò vò trong họ Ichneumonidae.